# 動物寓意譚

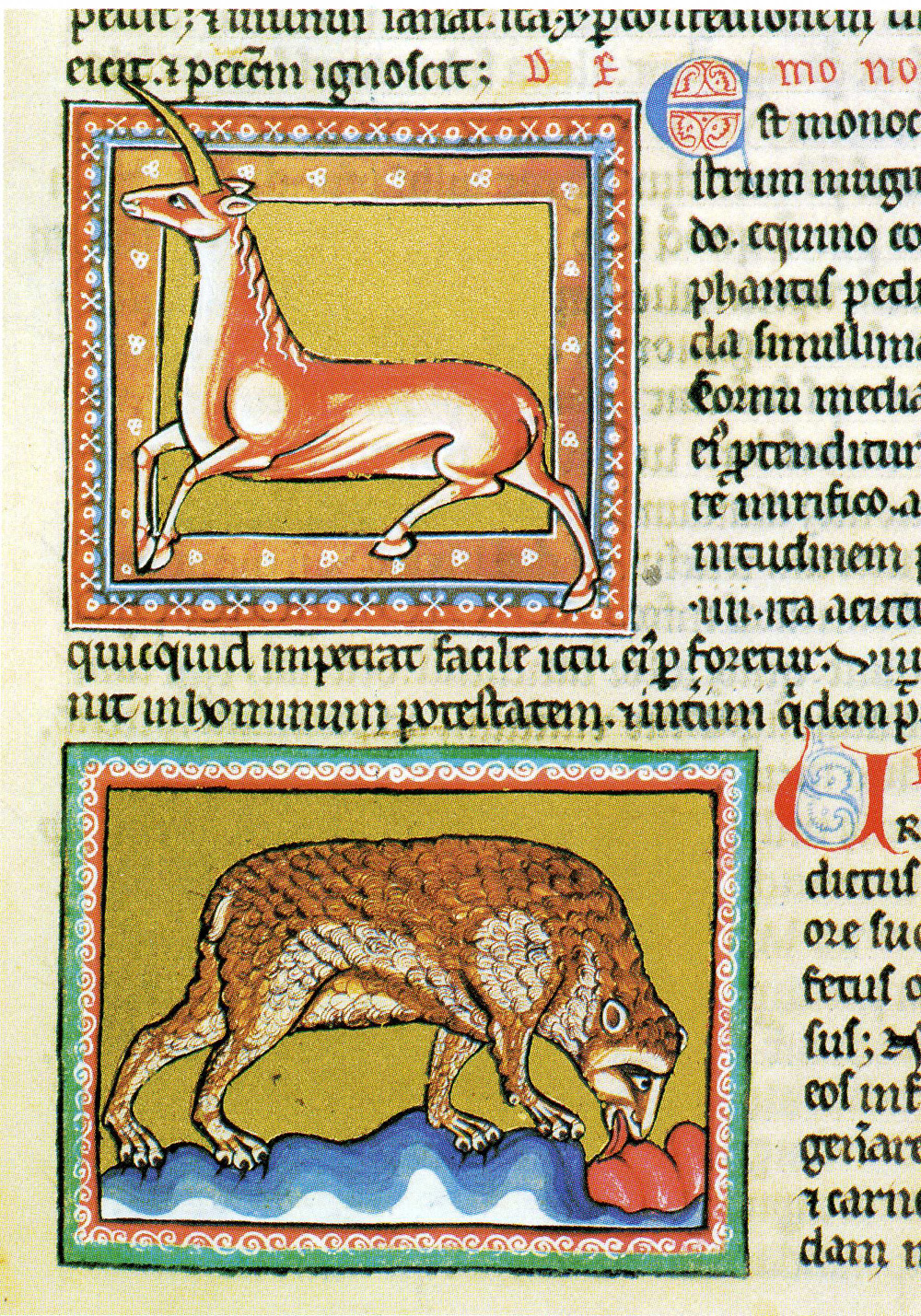
『アシュモル動物寓意譚』第21葉より、「モノセロス（ユニコーン）」と「クマ」、1210年頃、イングランド、ピーターバラ?、ボドリーアン図書館蔵、オックスフォード。

動物寓意譚（どうぶつぐういたん、英語 : Bestiary, フランス語 : Bestiaire, ラテン語 : Bestiarum vocabulum）は、12 - 13世紀のイングランドやフランスを中心にヨーロッパで広く流布していた動物寓意集（ベスティアリ、Bestiary）の総称である。様々な動物、鳥、魚、植物、鉱物の特徴や習性とキリスト教的教訓とを結びつけ、そこに寓意や諷刺を込めた内容となっている。そこに出て来るのは、実存の生き物だけではなく、ドラゴン、ユニコーン（モノセロス）、バシリスク、マンティコラ、セイレン、ヒッポカンポスなどの怪物も含まれる。図版を豊富に含んでおり、キリスト教徒の道徳的教化、布教に大きな役割を果たした。内容の原典は、2世紀頃アレクサンドリアでギリシア語で出版された『フィシオロゴス』、プリニウス（22 / 23 - 79）の『博物誌』（77年頃）、アリストテレス（前384 - 322）の『動物誌』（前343年頃）にまで遡るとされている。

## 動物寓意譚に引用されている著書

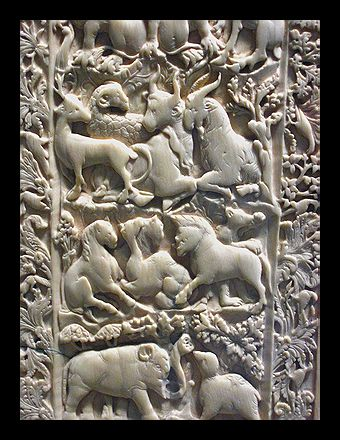
「地上の楽園（トゥールの象牙彫刻）」、9世紀、象牙彫刻、ルーヴル美術館、パリ。

- ルカーヌス 『パルサリア』（De bello civili sive pharsalia, 1世紀頃） 全10巻。
- プリニウス 『博物誌』（Naturalis historia, 77年） 全37巻。
  - 第8巻 「陸棲動物の性質」。
  - 第9巻 「水棲動物の性質」。
  - 第10巻 「鳥の性質」。
  - 第11巻 「昆虫の性質」。
- 『フィシオロゴス』（Φυσιολόγος, 2世紀頃）。
- ソリヌス 『奇異なる事物の集成』（Collectanea rerum memorabilium, 250年頃）。
- 聖アンブロシウス 『ヘクサエメロン』（Hexaemeron, 387年） 全6巻。
- 聖ヨハネス・クリュソストモス 『クリュソストモスの口述』（Dicta Chrysostomi）
- 聖アウグスティヌス 『神の国』（De civitate Dei, 412 - 427年） 全22巻。
- 聖イシドールス 『語源集』（Etymologiae, 622 - 623年） 全20巻。
  - 第11巻 「人間と怪物について」（De homine et portentis）。
  - 第12巻 「動物について」（De animalibus）。
- ラバヌス・マウルス 『万有誌』（De rerum naturis, 842 – 847年） 全22巻。
  - 第8巻第1章 「動物について」（De bestiis）。
  - 第8巻第2章 「小動物について」（De minutis animantibus）。
  - 第8巻第3章 「ヘビについて」（De serpentibus）。
  - 第8巻第4章 「虫について」（De uermibus）。
  - 第8巻第5章 「魚について」（De piscibus）。
  - 第8巻第6章 「鳥について」（De auibus）。
  - 第8巻第7章 「小鳥について」（De minutis auibus）。

## ラテン語の動物寓意譚
- 『アバディーン動物寓意集』（Aberdeen Bestiary, 1200年頃、イングランド） 全103葉、アバディーン大学図書館蔵。
- 『アシュモル動物寓意譚』（Ashmole Bestiary, 13世紀初頭、イングランド、ピーターバラ?） 全122葉、ボドリーアン図書館蔵、オックスフォード。
- 『ハーレー動物寓意譚』（Harley Bestiary, 1230 - 1240年頃、イングランド、ソールズベリー?） 全74葉、大英図書館蔵、ロンドン。
- 『アン・ウォルシュ動物寓意譚』（Bestiarius, 15世紀、イングランド） 全77葉、デンマーク王立図書館蔵、コペンハーゲン。

## フランス語の動物寓意譚

### フィリップ・ド・タオン
- フィリップ・ド・タオン（Philippe de Thaon, 12世紀初め）
  - 『フィリップ・ド・タオンの動物寓意譚』（Bestiaire, 1121年頃）
    - 第1章  ライオン（Leun）
    - 第2章  モノセロス（Monosceros）
    - 第3章  パンサー（とドラゴン）（Pantere (et Dragun)）
    - 第4章  ドルカス[注釈 1]（Dorcon）
    - 第5章  ヒュドルス[注釈 2]（とワニ）（Ydrus (et Cocodrille)）
    - 第6章  シカ（Cerf）
    - 第7章  アンテロープ（Aptalon）
    - 第8章  アリ（Furmi）
    - 第9章  オノケンタウルス（Onoscentaurus）
    - 第10章 ビーバー（Castor）
    - 第11章 ハイエナ（Hyena）
    - 第12章 イタチ（Mustele）
    - 第13章 ダチョウ（Assida）
    - 第14章 サラマンダー（Sylio）
    - 第15章 セイレーン（Serena）
    - 第16章 ゾウ（Elefant）
    - 第17章 アスピス[注釈 3]（Aspis）
    - 第18章 セラ[注釈 4]（Serra）
    - 第19章 ハリネズミ（Heriçun）
    - 第20章 キツネ（Gupil）
    - 第21章 オナガー[注釈 5]（Onager）
    - 第22章 サル（Singe）
    - 第23章 ケートゥス[注釈 6]（Cetus）
    - 第24章 ヤマウズラ（Perdix）
    - 第25章 ワシ（Aigle）
    - 第26章 カラドリウス[注釈 7]（Caladrius）
    - 第27章 フェニックス（Fenix）
    - 第28章 ペリカン（Pellicanus）
    - 第29章 ハト（と両手利きの樹[注釈 8]）（Colum (et Peredixion)）
    - 第30章 キジバト（Turtre）
    - 第31章 ヤツガシラ（Huppe）
    - 第32章 トキ/コウノトリ[注釈 9]（（Ibex）
    - 第33章 オオバン（Fullica）
    - 第34章 ゴイサギ（Nicticorax）
    - 第35章 火打石（Turrobolen）
    - 第36章 ダイヤモンド（Adamas）
    - 第37章 十二石[注釈 10]（Douze pierres）
    - 第38章 真珠（Union）

### ノルマンディーのギヨーム・ル・クレール
- ノルマンディーのギヨーム・ル・クレール（Guillaume le Clerc de Normandie, 13世紀）
  - 『神聖動物寓意譚』（Bestiaire divin, 1210年）
    - 第1章  ライオン（Lion）
    - 第2章  アンテロープ（Aptalops）
    - 第3章  火打石（Dous peres）
    - 第4章  セラ[注釈 4]（Serre）
    - 第5章  カラドリウス[注釈 7]（Caladrius）
    - 第6章  ペリカン（Pellican）
    - 第7章  ゴイサギ、ミミズク（Nicticorace, freseie）
    - 第8章  ワシ（Aigle）
    - 第9章  フェニックス（Fenis）
    - 第10章 ヤツガシラ（Hupe）
    - 第11章 アリ（Formi）
    - 第12章 セイレーン（Sereine）
    - 第13章 ハリネズミ（Heriçon）
    - 第14章 トキ（Ybex）
    - 第15章 キツネ（Gupil）
    - 第16章 一角獣（ユニコーン）（Unicorne）
    - 第17章 ビーバー（Bevre）
    - 第18章 ハイエナ（Hyaine）
    - 第19章 ヒュドルス[注釈 2]、ワニ（Idrus, Cocadrille）
    - 第20章 牡ヤギ牝ヤギ（Buc, chevre）
    - 第21章 オナガー[注釈 5]（Asne salvage）
    - 第22章 サル（Singe）
    - 第23章 オオバン（Fulica）
    - 第24章 パンサー、ドラゴン（Pantere, Dragon）
    - 第25章 ケートゥス[注釈 6]（Cetus）
    - 第26章 ヤマウズラ（Perdriz）
    - 第27章 イタチ、アスピス[注釈 3]（Belette, Aspis）
    - 第28章 ダチョウ（Ostrice）
    - 第29章 キジバト（Turtre）
    - 第30章 シカ（Cerf）
    - 第31章 サラマンダー（Salamandre）
    - 第32章 ハト、両手利きの樹[注釈 8]（Colom, Paradixion）
    - 第33章 ゾウ（Olifant）
    - 第34章 マンドラゴラ[注釈 11]（Mandragoire）
    - 第35章 ダイヤモンド（Aimant）

### ティルベリーのゲルウァシウス
- ティルベリーのゲルウァシウス（Gervais(e) de Tilbury, 1155頃 - 1234）
  - 『動物寓意譚』（Bestiaire, 13世紀）
    - 第1章  ライオン（Lion）
    - 第2章  ヒョウ（Panthere）
    - 第3章  一角獣（Unicorne）
    - 第4章  ヒュドルス[注釈 2]とワニ（Idres et Cocadrile）
    - 第5章  セイレーン（Sereine）
    - 第6章  ケンタウルス（Centaurus）
    - 第7章  ハイエナ（Hyene）
    - 第8章  サル（Singe）
    - 第9章  ゾウ（Elephant）
    - 第10章 アンテロープ（Antule）
    - 第11章 ヘビ（とヴイーヴル）（Serpent (et Vuivre)）
    - 第12章 ワタリガラス（Corbeau）
    - 第13章 キツネ（Vurpil）
    - 第14章 ビーバー（Castor）
    - 第15章 ハリネズミ（Eriçon）
    - 第16章 アリ（Formi）
    - 第17章 ワシ（Aille）
    - 第18章 カラドリウス[注釈 7]（Caradrius）
    - 第19章 ペリカン（Pellicanus）
    - 第20章 ヤマウズラ（Perdriz）
    - 第21章 シャモア（Chamoi）
    - 第22章 ヤツガシラ（Hupe）
    - 第23章 フェニックス（Phenix）
    - 第24章 シカ（Cerf）
    - 第25章 キジバト（Tortre）
    - 第26章 セラ[注釈 4]（Sarce）
    - 第27章 イタチ（Belete）
    - 第28章 アスピス[注釈 3]（Aspis）
    - 第29章 トキ（Ibis）

### ピエール・ド・ボーヴェ（ピエール・ル・ピカール）
- ピエール・ド・ボーヴェ（ピエール・ル・ピカール）（Pierre de Beauvais, Pierre le Picard, 13世紀）
  - 『動物寓意譚』（Bestiaire, 1218年以前）
    - 短編版
      - 第1章  ライオン（Du lyon）
      - 第2章  アンテロープ（Del antula）
      - 第3章  火打石（De ii pierrez ardanz）
      - 第4章  セラ[注釈 4]（De la serre）
      - 第5章  カラドリウス[注釈 7]（Del caladre）
      - 第6章  ペリカン（Du pelican）
      - 第7章  ゴイサギ（Du niticorax）
      - 第8章  ワシ（De l’aigle）
      - 第9章  フェニックス（Del fenis）
      - 第10章 ヤツガシラ（De la hupe）
      - 第11章 アリ（Du formi）
      - 第12章 セイレーン（De la seraine）
      - 第13章 ハリネズミ（Du hérisson）
      - 第14章 トキ（Del ybex）
      - 第15章 キツネ（Du gourpil）
      - 第16章 一角獣（Del unicorne）
      - 第17章 ビーバー（Del castre）
      - 第18章 ハイエナ（Del hyene）
      - 第19章 ヒュドルス[注釈 2]とワニ（Del ydre）
      - 第20章 ヤギ（De la chievre）
      - 第21章 オナガー[注釈 5]（De l’asne sauvage）
      - 第22章 サル（Du singe）
      - 第23章 オオバン（Del felica）
      - 第24章 パンサー（De la penthere）
      - 第25章 アスピドケローネ[注釈 12]（De la coine (lacovie)）
      - 第26章 ヤマウズラ（De la pertris）
      - 第27章 イタチ（De la mosellan）
      - 第28章 ダチョウ（De l’asida）
      - 第29章 キジバト（De la tortre）
      - 第30章 シカ（Du cerf）
      - 第31章 サラマンダー（De la salamandre）
      - 第32章 ハト、ハトの色（De la tanrine coulor）
      - 第33章 ハト（と両手利きの樹[注釈 8]）（Du coulon）
      - 第34章 ゾウ（Del olifant）
      - 第35章 野生のヤギと預言者アモス（De la chievre sauvage (Amos)）
      - 第36章 磁石（Del aimant）
      - 第37章 オオカミ（Du leu）
      - 第38章 イヌ（Du chien）

    - 長編版
      - 第1章  ライオン（Du lyon premier）
      - 第2章  アンテロープ（De l’autula）
      - 第3章  セラ[注釈 4]（De la sarre）
      - 第4章  火打石（Du turobolem）
      - 第5章  カラドリウス[注釈 7]（Du caladres）
      - 第6章  ヴイーヴル（De la guivre）
      - 第7章  ペリカン]（Du pelican）
      - 第8章  トラ（Du tigre）
      - 第9章  ツル（De la grue）
      - 第10章 ?（Du voultre）
      - 第11章 ツバメ（De l’aronde）
      - 第12章 ハゲワシ（Du voltours）
      - 第13章 アスピス[注釈 3]（De l’asepic）
      - 第14章 バッタあるいはコオロギ（Du crinon ou gresillon）
      - 第15章 ワタリガラス（Du corbiau）
      - 第16章 ハーピー（De l’arpie）
      - 第17章 サヨナキドリ（Du rosignol）
      - 第18章 クジャク（Du paon）
      - 第19章 キツツキ（De l’espec）
      - 第20章 アレリオン[注釈 13]（De l’alerion）
      - 第21章 ワシ（De l’aisgle）
      - 第22章 ゴイサギ（Du niticoraux）
      - 第23章 セイレーン（De la seraine）
      - 第24章 ヤツガシラ（De la huppe）
      - 第25章 牝ウシ（De la vasche）
      - 第26章 フェニックス（Du fenis）
      - 第27章 オウム（Du papegay）
      - 第28章 アリ（Des fourmis）
      - 第29章 ダチョウ（De l’ostruche）
      - 第30章 ハリネズミ（Du herison）
      - 第31章 トキ（Du ybeux）
      - 第32章 キツネ（Du goupil）
      - 第33章 クモ（De l’aringne）
      - 第34章 カオジロガン（Des annes de la mer）
      - 第35章 バシリスク（Du baselicoc）
      - 第36章 ?（Du teris）
      - 第37章 一角獣（De unicornes）
      - 第38章 グリフォン（Du grifon）
      - 第39章 ビーバー（Du castoire）
      - 第40章 ハイエナ（De la hienne）
      - 第41章 オオバン（De ulica）
      - 第42章 ワニとヒュドルス[注釈 2]（Du cocadrille et de hydre）
      - 第43章 ドルカス[注釈 1]（Du dorcon）
      - 第44章 センティコア（Du centicore）
      - 第45章 オナガー[注釈 5]（De l’asne sauvage）
      - 第46章 サル（Du singe）
      - 第47章 ハクチョウ（Du signe）
      - 第48章 フクロウ（Du huhan）
      - 第49章 パンサー（Du pantere）
      - 第50章 ヤマウズラ（De la pertris）
      - 第51章 アスピドケローネ[注釈 12]（De la covie）
      - 第52章 ダチョウ（Du asida）
      - 第53章 キジバト（De la torte）
      - 第54章 シジュウカラ（De la mesenge）
      - 第55章 シカ（Du serf）
      - 第56章 サラマンダー（De la salamandre）
      - 第57章 モグラ（De la taupe）
      - 第58章 ハト（Du coulon）
      - 第59章 両手利きの樹[注釈 8]とハト（De l'arbre des coulons）
      - 第60章 ゾウ（De l'olifant）
      - 第61章 野生のヤギと預言者アモス（Des chievres (Amon li prophetes)）
      - 第62章 磁石（De l'aimant）
      - 第63章 オオカミ（Du lou）
      - 第64章 エケネイス[注釈 14]（D'ung poisson qui est appelés esynus）
      - 第65章 イヌ（Des chiens）
      - 第66章 ワイルド・マン（De l'omme sauvage）
      - 第67章 クロウタドリ（De la merle）
      - 第68章 トビ（De l'escoufle）
      - 第69章 ムスカリエト[注釈 15]（Du muscaliet）
      - 第70章 四大元素（Des quatre elemens）
      - 第71章 オルファン[注釈 16]（De l'orphanay）

### リシャール・ド・フルニヴァル

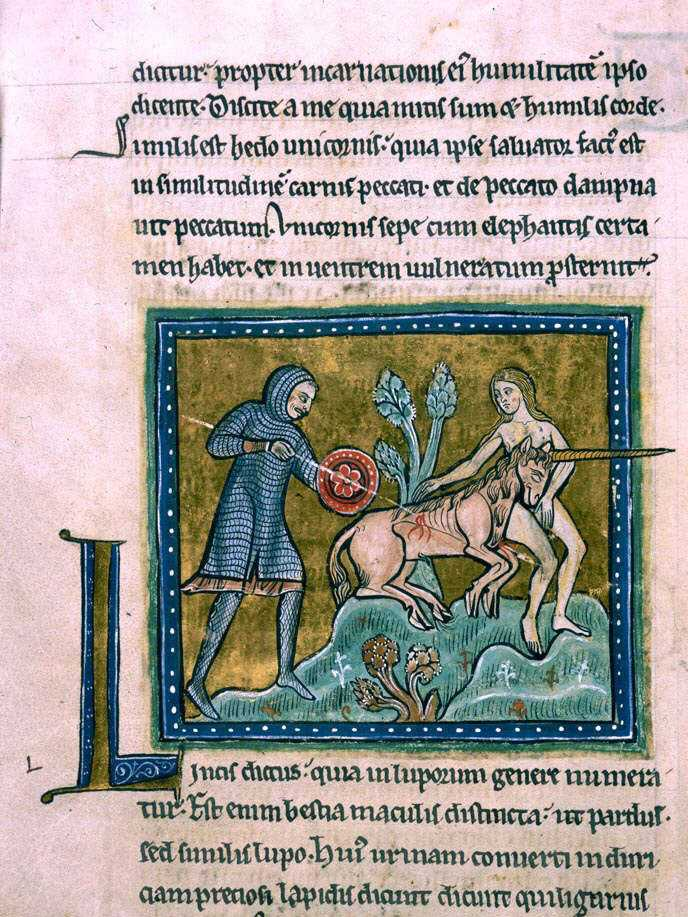
狩人と処女とユニコーン。処女はユニコーンを誘惑して捕らえるための囮である。『ロチェスター動物寓意譚』第10葉裏より、「ユニコーン」、1230年頃、イングランド、大英図書館蔵、ロンドン。

- リシャール・ド・フルニヴァル（Richard de Fournival, 1201 – 60）
  - 『愛の動物寓意集』（Bestiaire d'Amour, 1252年） : 架空の語り手が登場し、自らの崇める貴婦人に、何ゆえ彼女が彼の言葉に耳を傾けなければならないのかということを証明するため、様々な動物の特性を引き合いに出すという構成になっている。
    - 雄鶏（Li cocs）
    - オナガー[注釈 5]（Li asnes salvages）
    - オオカミ（Li leus）
    - コオロギ（Li crisnon）
    - ハクチョウ（Li cisnes）
    - イヌ（Li chiens）
    - ヴイーヴル（La vvivre）
    - 雄サル（Li singes chauciés）
    - ワタリガラス（Li corbiaus）
    - ライオン（Li lions）
    - イタチ（La mostoile）
    - カラドリウス[注釈 7]（La kalandre）
    - セイレーン（La seraine）
    - アスピス[注釈 3]（Li serpens aspis）
    - クロウタドリ（La merle）
    - モグラ（La taupe）
    - トラ（Le tygre）
    - ユニコーン（Li unicornes）
    - ヒョウ（La panthère）
    - ツル（La grue）
    - クジャク（Li paons）
    - セイラン（Li argus）
    - ツバメ（L’aronde）
    - ペリカン（Li pellicans）
    - ビーバー（Li castors）
    - キツツキ（Li espics）
    - ハリネズミ（Li hyreçons）
    - ワニ（Le cocodrille）
    - ヒュドルス[注釈 2]（L’ydre）
    - 雌ザル（La singesse）
    - セラ[注釈 4]（La serre）
    - キジバト（La torterele）
    - ヤマウズラ（La pertrix）
    - ダチョウ（L’ostrisse）
    - コウノトリ（La chuigne）
    - ヤツガシラ（La huppe）
    - ワシ（Li aigles）
    - ゾウ（Li olifans）
    - ドラゴン（Le dragon）
    - ハト（Les coulons）
    - クジラ（La balaine）
    - キツネ（Li gourpius）
    - ハゲタカ（Li voutoirs）

### 百科事典

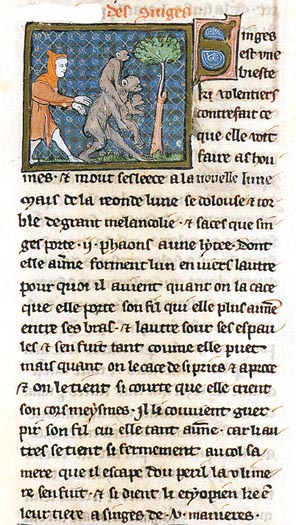
ブルネット・ラティーニ 『知識の宝庫』 1266年。

- バルテルミ・ラングレ（Barthélemy l'Anglais, 1190頃 - 1250）
  - 『諸物の特性について』（De proprietatibus rerum, 1240年） 全19巻より、第18巻 「動物について」（De animalibus）
- トマ・ド・カンタンプレ（Thomas de Cantimpré, 1201 - 1272）
  - 『諸物の本性について』（Liber de natura rerum, 1230 - 1245年頃） 全20巻。
- ボーヴェのヴァンサン（Vincent de Beauvais, 1190頃 - 1264）
  - 『自然の鏡』（Speculum Naturale, 1245 / 50年） 全33巻。
- ブルネット・ラティーニ（Brunetto Latini, 1220 - 95?）
  - 『知識の宝庫』（Li Livres dou Trésor, 1266年）
- ヤーコブ・ファン・マールラント（Jacob van Maerlant, 1230 - 1300頃）
  - 『自然の書』（Der Naturen Bloeme） 全13巻。
    - Koninklijke Bibliotheek, KB, KA 16, 第38葉 - 第163葉、1350年頃、フランドル、オランダ王立図書館蔵、デン・ハーグ。
    - Koninklijke Bibliotheek, KB, 76 E 4, 全152葉、1450 - 1500年頃、フランドル、ユトレヒト、オランダ王立図書館蔵、デン・ハーグ。